# Romualdas Valiukevičius
Romualdas Valiukevičius ist ein litauischer ehemaliger Politiker, von 1990 bis 1991 Vizeminister der Industrie Litauens.

## Leben
Sein Vater war Vitoldas Valiukevičius.
Nach dem Abitur an der Mittelschule  absolvierte Romualdas Valiukevičius ein Diplomstudium. 
Am 18. April 1990 ernannte ihn die Ministerpräsidentin Kazimira Prunskienė zum Vizeminister im Kabinett Prunskienė und danach im Kabinett Šimėnas. Valiukevičius arbeitete bis zum März 1991 als Stellvertreter des Industrieministers Rimvydas Jasinavičius am Industrieministerium der Republik Litauen. Er wurde später Mitglied von Lietuvos socialdemokratų partija. Bei der Europawahl 2009 war er Wahlbeobachter in Saltoniškės, Vilnius.